# Пољине
Пољине је насељено мјесто у Босни и Херцеговини у општини Центар које административно припада Федерацији Босне и Херцеговине. Према попису становништва из 2013. у насељу је живјело 203 становника.

## Становништво
| година пописа  | 1948. | 1953. | 1961. | 1971. | 1981. | 1991. | 2013. |
| бр. становника | —     | —     | 151   | 161   | 147   | 161   | 203   |